# Freyssinetova hala
Freyssinetova hala (francouzsky Halle Freyssinet, též Halles des Messageries, Zásilková hala) je součást Slavkovského nádraží v Paříži. Nachází se na adrese Boulevard Vincent-Auriol č. 55 ve 13. obvodu podél kolejiště. Hala byla vystavěná v letech 1927-1929 jako železniční skladiště a od roku 2012 je chráněná jako historická památka. Jejím majitelem je SNCF a dnes slouží jako hala pro cestující.

## Historie
Z důvodu nárůstu nákladní dopravy zvažovala železniční společnost Compagnie du Paris-Orléans od roku 1913 výstavbu nového překladiště, ale plány přerušila první světová válka. Až v letech 1924-1927 společnost připravila návrhy na vybudování nových kanceláří a skladů. Výstavbu provedla v letech 1927-1929 společnost Limousin a její technický ředitel Eugène Freyssinet (1869-1962). Hala byla uvedena do provozu 19. března 1929.
Halu provozovala do roku 2006 expediční společnost Sernam, dceřiná společnost SNCF a poté byla opuštěna a chátrala.
SNCF již budovu nepotřebovala a v rámci projektu Paris Rive Gauche bylo rozhodnuto ji zbořit a na uvolněném pozemku postavit jinou stavbu.
Následně si Justiční palác vybral halu jako místo pro umístění svého odvolacího soudu a v roce 2006 proběhla mezinárodní architektonická soutěž, do které bylo přihlášeno 275 projektů ze 34 zemí. I když bylo od záměru nakonec upuštěno, hala nebyla zbořena, demoliční řízení bylo zastaveno a v roce 2012 byla stavba prohlášena za kulturní památku.

## Architektura
Architekt Eugène Freyssinet vybral ocelovou konstrukci s obloukovou střechou. Pilíře umístěné každých 10,25 m rozdělují prostor na tři lodě o šířce: jižní loď (příjezdy) 16,20 m, centrální loď 25 m a severní loď (odjezdy) 18 m. Na jižní straně jsou přístřešky o šířce 8,30 m. Na severní straně jsou kratší (4,50 m). Celková délka stavby je 310 m a maximální šířka 72 m. V hale bylo celkem pět kolejí.